# ロベール・ソエタン
ロベール・ソエタン（Robert Soëtens, 1897年7月19日 - 1997年10月22日）は、フランス生まれのヴァイオリニスト。姓については「ソータン」という表記も見られる。
アリエ県モンリュソンの生まれだが、両親はもともとベルギー人で、父親はウジェーヌ・イザイの門下生だった。父の伝手でイザイにヴァイオリンを師事した後、13歳でパリ音楽院への入学が許され、ヴァンサン・ダンディ、カミーユ・シュヴィヤール、リュシアン・カペーに師事する。16歳でダリウス・ミヨーの弦楽四重奏曲の初演に参加し、第1ヴァイオリンを担当した。
音楽院を修了後、第一次世界大戦に従軍し、帰還後はエクス＝レ＝バンやカンヌ、ドーヴィルやアンジェなどのオーケストラのコンサートマスターを歴任した。フランス6人組とも親交を深め、パリでしばしば演奏会を開き、彼らの作品を積極的に紹介した。
1925年には、モーリス・ラヴェルの『ツィガーヌ』を演奏したのが契機となって、ラヴェルとスカンディナヴィア方面に演奏旅行に出かけて名声を博し、オスロ・フィルハーモニー管弦楽団のコンサート・マスターに就任した。しかし、ヨーロッパでの演奏活動も衰えを見せず、1930年代にはセルゲイ・プロコフィエフとも演奏旅行に出かけた。1935年には、プロコフィエフのヴァイオリン協奏曲第2番をマドリードで初演し、この作品を献呈されている。その他、ヒルディング・ルーセンベリやアルベール・ルーセルの作品初演も手掛けている。
95歳まで現役の演奏家としてコンサートやマスター・クラスなどを頻繁に行ったが、パリで100歳の生涯を閉じた。

## 脚註
1. ↑  柴田龍一「ヴァイオリン協奏曲第２番 ト短調 op.63」(『プロコフィエフ：ヴァイオリン協奏曲第１番・第２番／アン・アキコ・マイヤース』<1996年>、BMGビクター、BVCC-1507の解説)
2. ↑  Obituary: Robert Soetens インデペンデント 2011年3月9日閲覧